# Strophanthus courmontii
Strophanthus courmontii là một loài thực vật có hoa trong họ La bố ma. Loài này được Sacleux ex Franch. miêu tả khoa học đầu tiên năm 1893.